# Wladimir Andrejewitsch Faworski

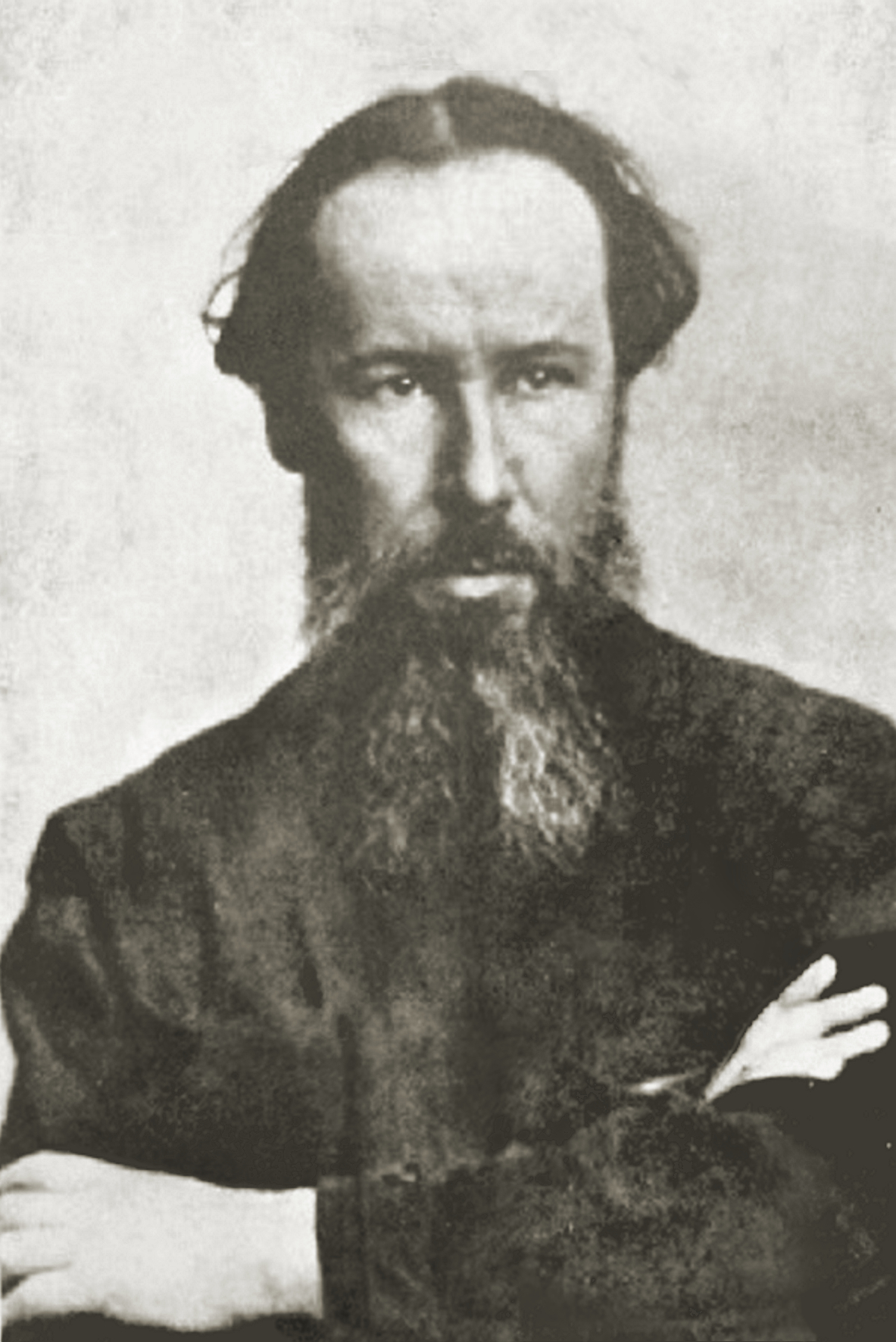
Faworski 1920

Wladimir Andrejewitsch Faworski (russisch Владимир Андреевич Фаворский, wiss. Transliteration Vladimir Andreevič Favorskij; * 2. Märzjul. / 14. März 1886greg. in Moskau; † 29. Dezember 1964 ebenda) war ein russischer Künstler und von 1923–26 Rektor der WChUTEMAS.
Faworski wurde vor allem für die künstlerische Erneuerung des Holzstichs im 20. Jahrhundert bekannt. Er arbeitete als Dozent für Grafik an den WChUTEMAS.
1962 wurde Faworski Mitglied der Akademie der Bildenden Künste der UdSSR und erhielt den Leninpreis.
Sein Onkel war der Chemiker Alexei Faworski.